# Louis-Auguste Moreaux

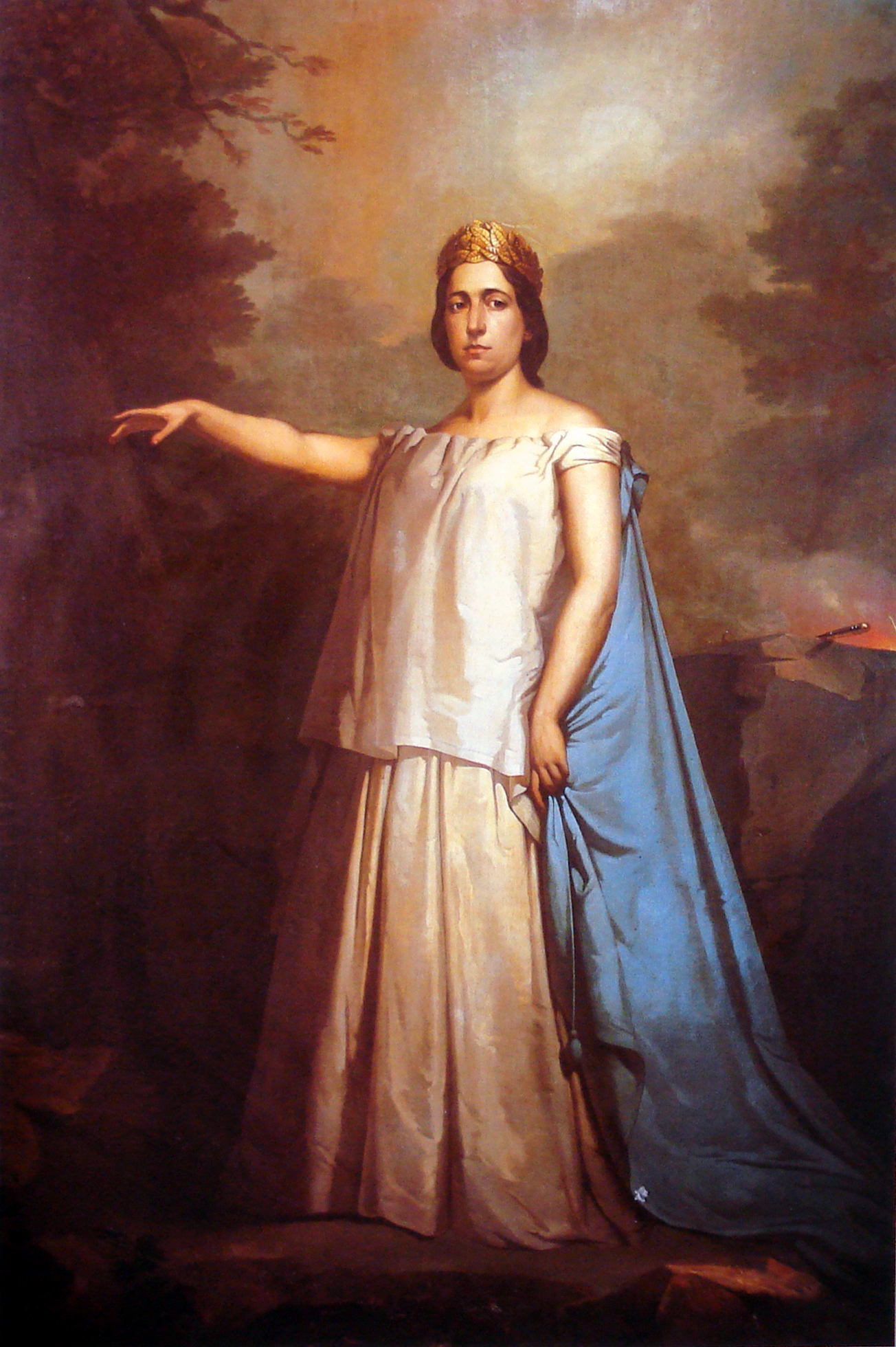
A atriz Lagrange como Norma, (em Norma (ópera)), sem data, Museu Nacional de Belas Artes

Louis-Auguste Moreaux (ou Moreau) (Rocroy, 1818 - Rio de Janeiro, 1877) foi um pintor francês radicado no Brasil e ativo no século XIX.
Era irmão de François-René Moreaux, a quem acompanhou ao Brasil em 1830, residindo primeiro em Pernambuco, Bahia e Rio Grande do Sul antes de fixar-se no Rio por volta de 1840. No ano seguinte já participava da II Exposição Geral de Belas Artes, conquistando a medalha de ouro pela tela Alta de Mineiros. 
Participou também nas edições subseqüentes da exposição, e em 1843 recebeu a Imperial Ordem da Rosa, no grau de Cavaleiro, pela sua obra Jesus Cristo e o Anjo. Outra tela sua que teve grande sucesso foi o retrato da atriz Lagrange como Norma em A Desposada de Lammermor, que mececeu o elogio do exigente Gonzaga Duque. Em sua produção privilegiou temas históricos e os retratos, realizados em um estilo romântico.
Em parceria com Abraham-Louis Buvelot realizou em cromolitografia uma série de cenas e paisagens do Rio, reunidas no álbum O Rio de Janeiro Pitoresco, publicado em 1842.